# 正四面体
正四面体（せいしめんたい、せいよんめんたい、英: regular tetrahedron）とは、4枚の合同な正三角形を面とする四面体である。
最も頂点・辺・面の数が少ない正多面体であり、最も頂点・辺・面の数が少ないデルタ多面体であり、アルキメデスの正三角錐である。また、3次元の正単体である。
なお一般に、n 面体のトポロジーは一定しないが、四面体だけは1種類のトポロジーしかない。つまり、四面体は全て、正四面体と同相であり、正四面体の辺を伸ばしたり縮めたりしたものである。

## 性質

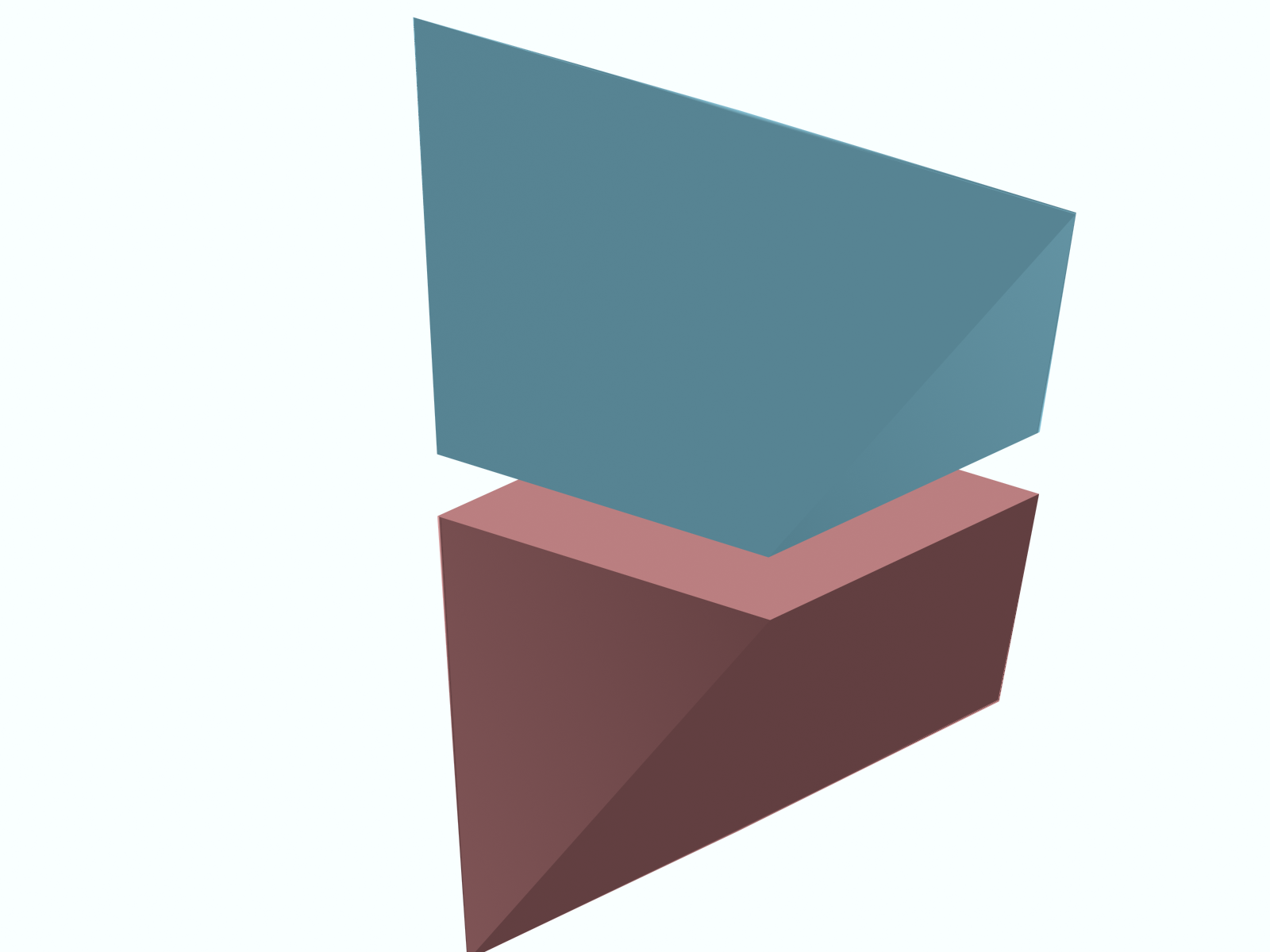
正四面体のペトリー多角形

立方体の中の正四面体（アニメGIF）

正四面体の対称性

- 面の数は4、辺の数は6、頂点の数は4。これらは全て多面体で最少である。また、パスカルの三角形の第5段の2～4番目の数字でもある。
- 頂点形状は正三角形であり、3本の辺と3枚の正三角形が集まる。これらはパスカルの三角形の第4段の2、3番目の数字である。
- 自らと双対である（自己双対多面体）。
- 対角線は存在しない。
- ペトリー多角形は正方形である。
- 立方体 (±1, ±1, ±1) の4つの頂点 (1,1,1), (1,-1,-1), (-1,1,-1), (-1,-1,1) を結べば、正四面体になる。
- 正四面体の辺の中点を結べば、正八面体になる。このとき4個の正四面体ができる。逆に正八面体の互い違いの4面を延長すると、正四面体になる。
- 展開図は2通りあり、一方は正三角形、もう一方は平行四辺形になる。
- 単独で空間充填は出来ないが、正八面体と組み合わせた空間充填は可能である。

### 対称性
対称性は、
- 中心と頂点を通る直線について3回対称
- 中心と辺の中点を通る直線について4回反対称、したがって線対称（2回対称）
- 中心と辺を通る面について面対称

などである。

## 計量
辺の長さを {\displaystyle a\,} とする。
| 面の面積                               | {\displaystyle A={{\sqrt {3}} \over 4}a^{2}}                                      | {\displaystyle \approx 0.433012702a^{2}}           |
| 表面積                                 | {\displaystyle S=4A={\sqrt {3}}a^{2}}                                             | {\displaystyle \approx 1.732050808a^{2}}           |
| 高さ                                   | {\displaystyle h={\frac {\sqrt {6}}{3}}a}                                         | {\displaystyle \approx 0.816496581a}               |
| 体積                                   | {\displaystyle V={\frac {1}{3}}Ah={{\sqrt {2}} \over 12}a^{3}}                    | {\displaystyle \approx 0.117851130a^{3}}           |
| 辺と面のなす角                         | {\displaystyle \tan ^{-1}{\sqrt {2}}}                                             | {\displaystyle \approx 54.735610^{\circ }}         |
| 二面角                                 | {\displaystyle \cos ^{-1}{\frac {1}{3}}=\tan ^{-1}{\sqrt {8}}}                    | {\displaystyle \approx 70.528779^{\circ }}         |
| 中心と頂点を結ぶ直線のなす角           | {\displaystyle {\frac {\pi }{2}}+\sin ^{-1}{\frac {1}{3}}=2\tan ^{-1}{\sqrt {2}}} | {\displaystyle \approx 109.471221^{\circ }}        |
| 頂点の立体角                           | {\displaystyle 3\cos ^{-1}{\frac {1}{3}}-\pi =\cos ^{-1}{\frac {23}{27}}}         | {\displaystyle \approx 0.551285598\ \mathrm {sr} } |
| 外接球（頂点を通る球）の半径           | {\displaystyle R={\sqrt {\frac {3}{8}}}a}                                         | {\displaystyle \approx 0.612372436a}               |
| 内接球（面と接する球）の半径           | {\displaystyle r={1 \over 3}R={1 \over {\sqrt {24}}}a}                            | {\displaystyle \approx 0.204124145a}               |
| 中接球（辺と接する球）の半径           | {\displaystyle r_{\mathrm {M} }={\sqrt {rR}}={1 \over {\sqrt {8}}}a}              | {\displaystyle \approx 0.353553391a}               |
| 傍接球の半径                           | {\displaystyle r_{\mathrm {E} }={1 \over {\sqrt {6}}}a}                           | {\displaystyle \approx 0.408248290a}               |
| 頂点から傍心（傍接球の中心）までの距離 | {\displaystyle {\sqrt {\frac {3}{2}}}a}                                           | {\displaystyle \approx 1.224744871a}               |

## 正四面体から作られる図形

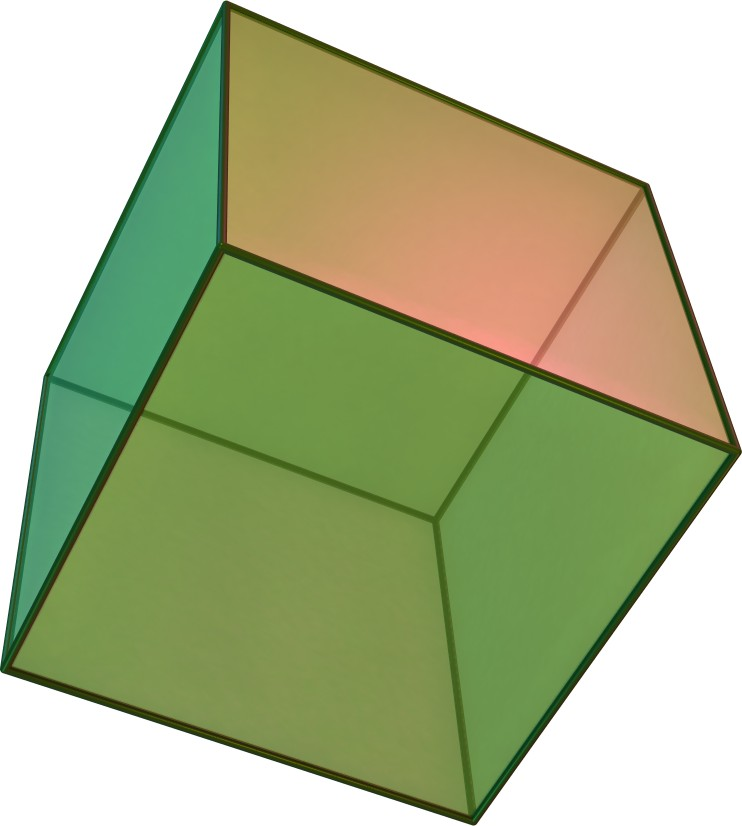
正六面体 （切稜する）
切頂四面体 （切頂する）
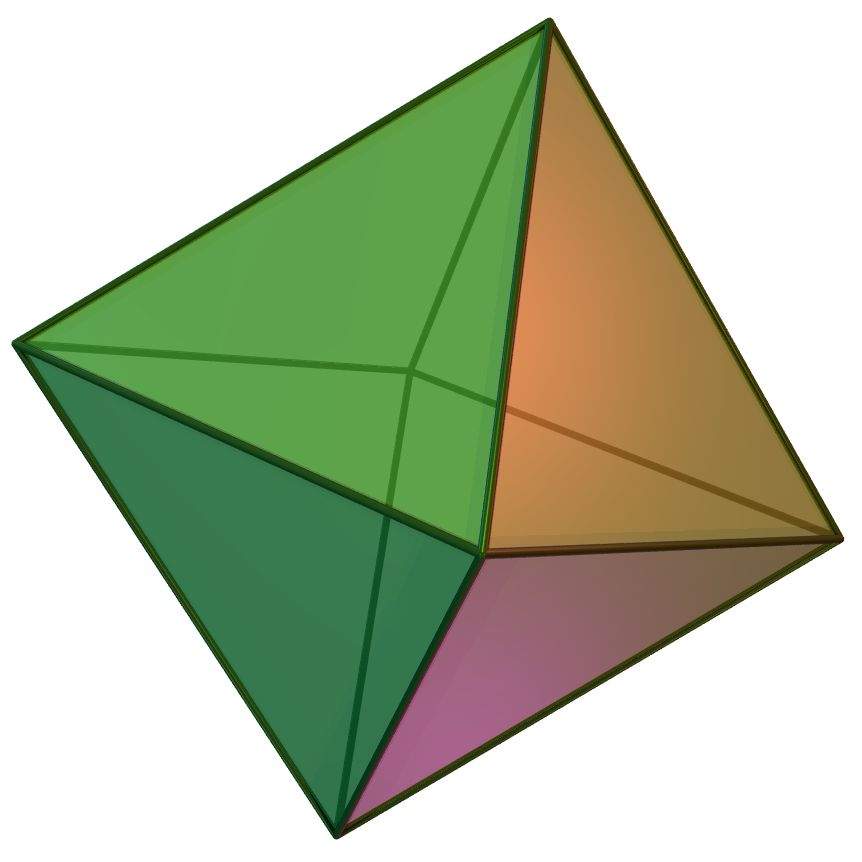
正八面体 （更に深く切頂する）
切頂八面体 （頂点と辺を削る）
立方八面体 （Expansionを行う）
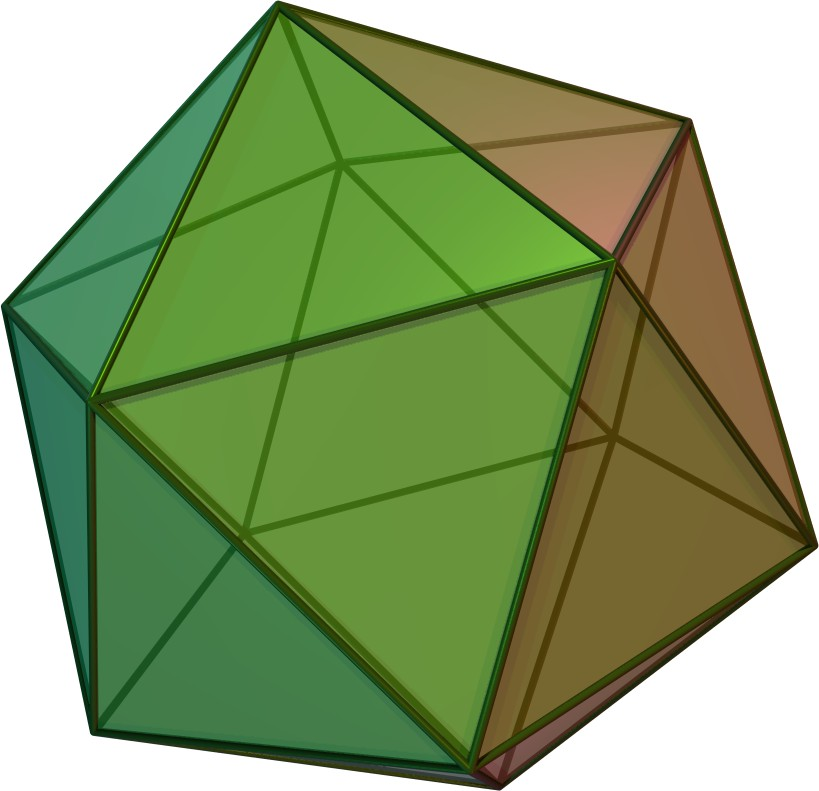
正二十面体 （各面をねじる）
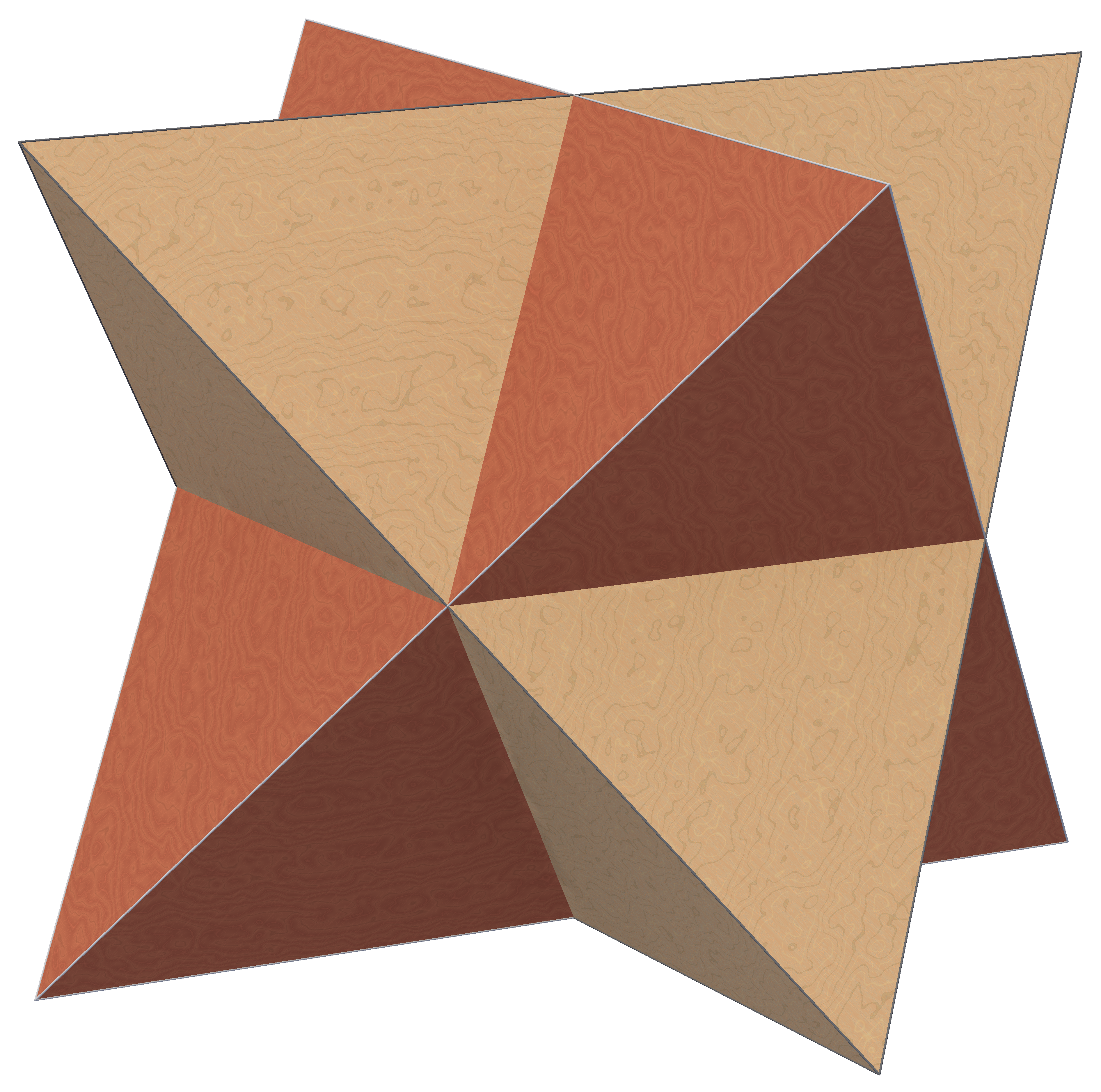
星型八面体 （2つを複合させる）
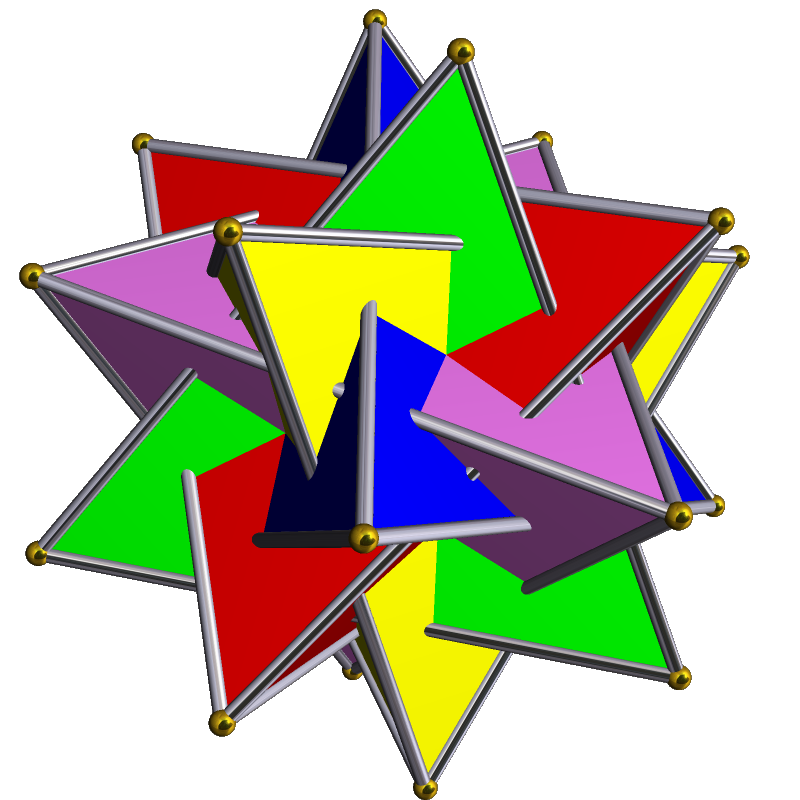
5個の正四面体による複合多面体
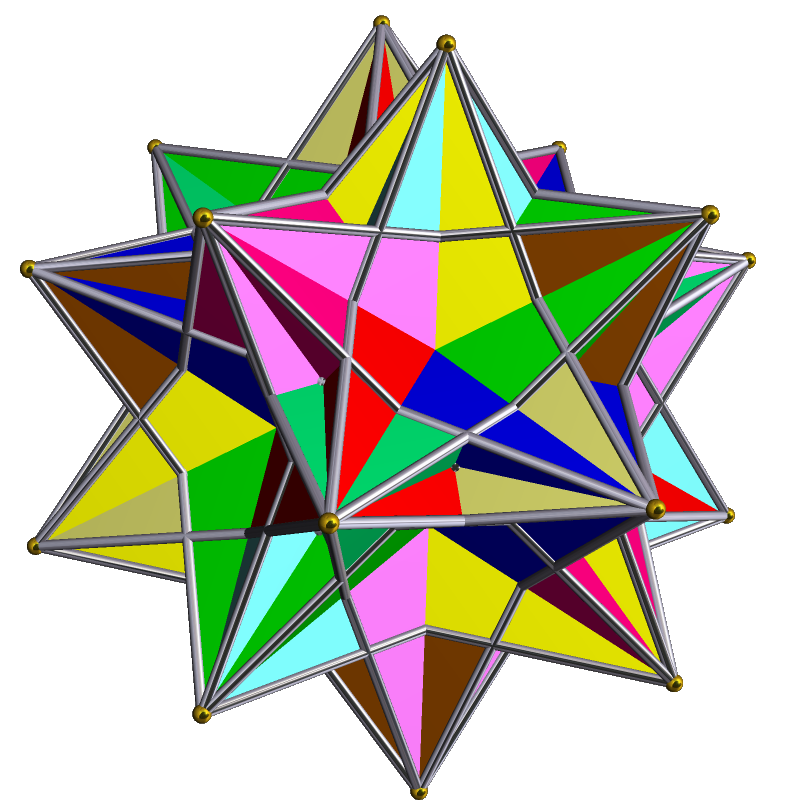
10個の正四面体による複合多面体
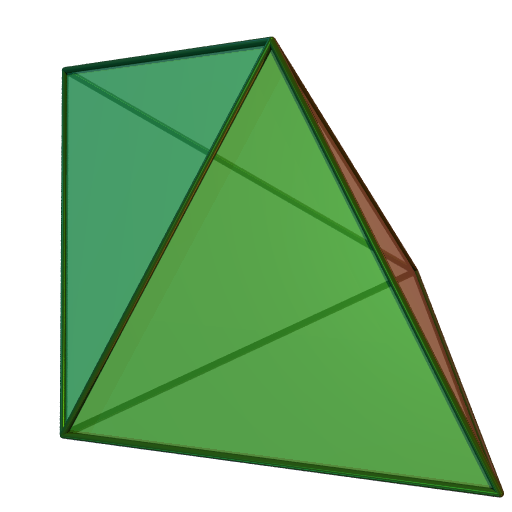
デルタ六面体 （2つを貼り合わせる）
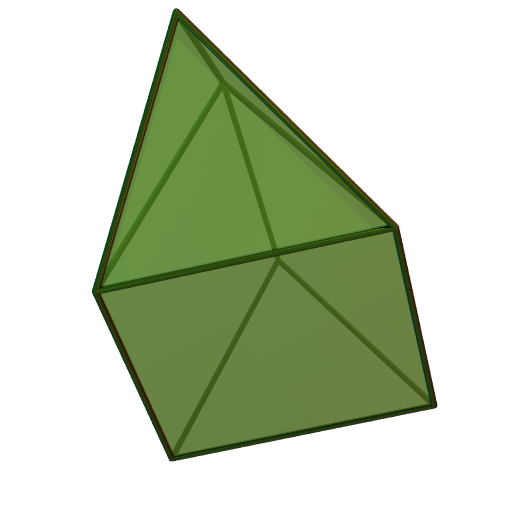
正三角錐柱 （角柱を追加）
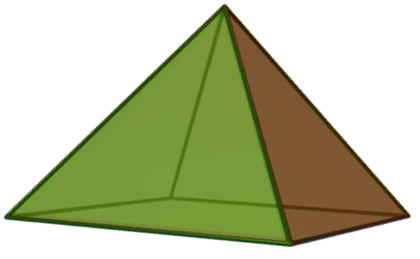
正四角錐 （角の数を増やす）
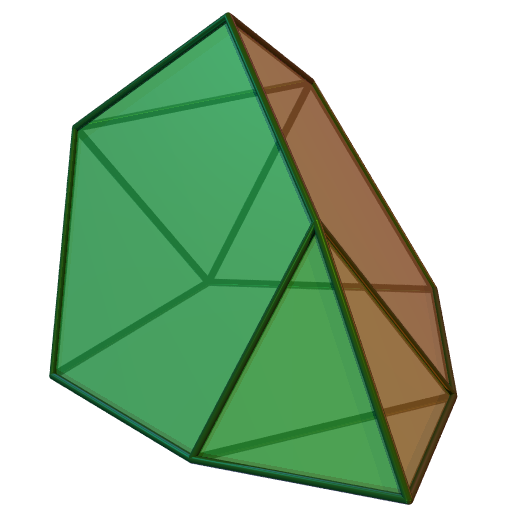
側錐三側錐欠損二十面体 （三側錐欠損二十面体を追加）
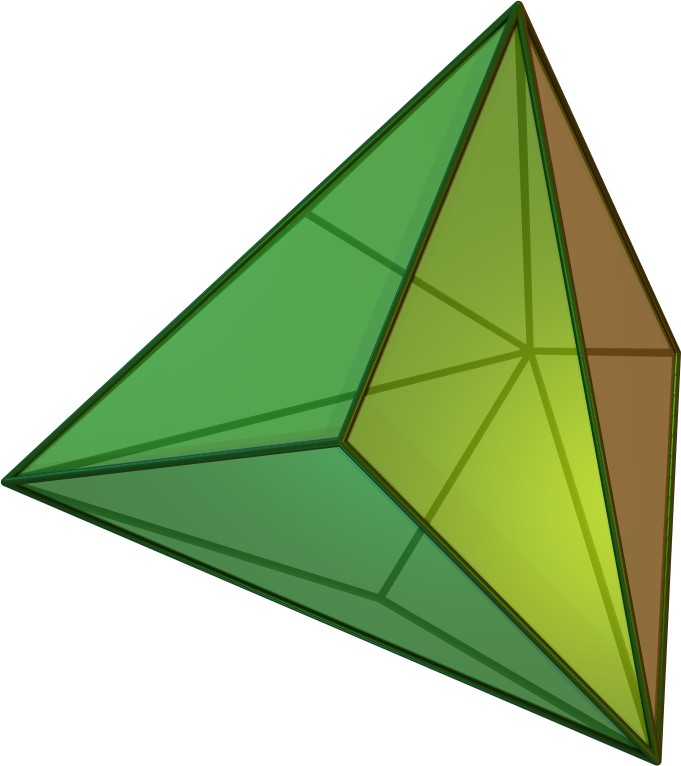
三方四面体 （各面の中心を持ち上げる）
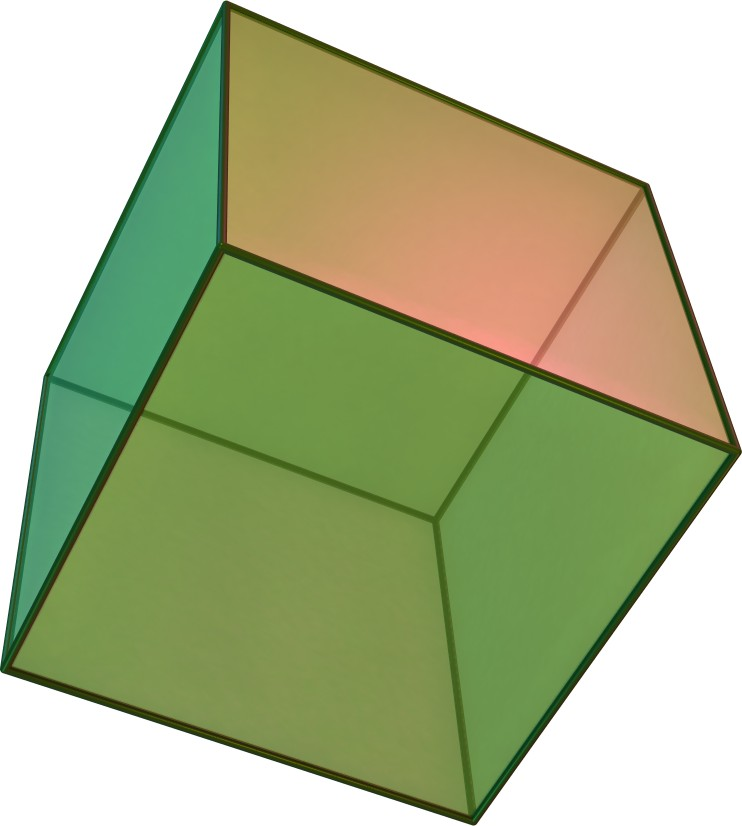
正六面体 （各面の中心を更に持ち上げる）
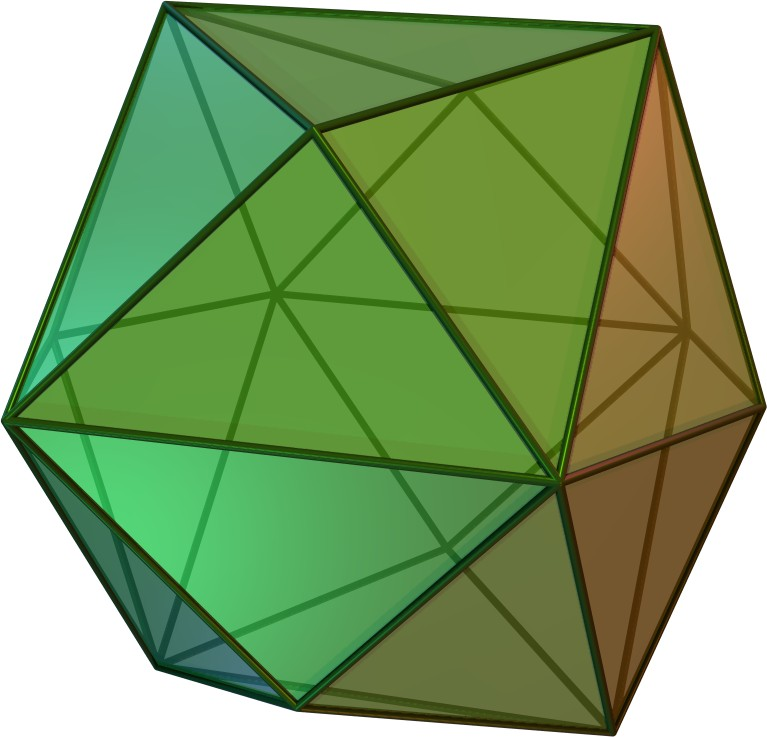
四方六面体 （各面と各辺の中心を持ち上げる）
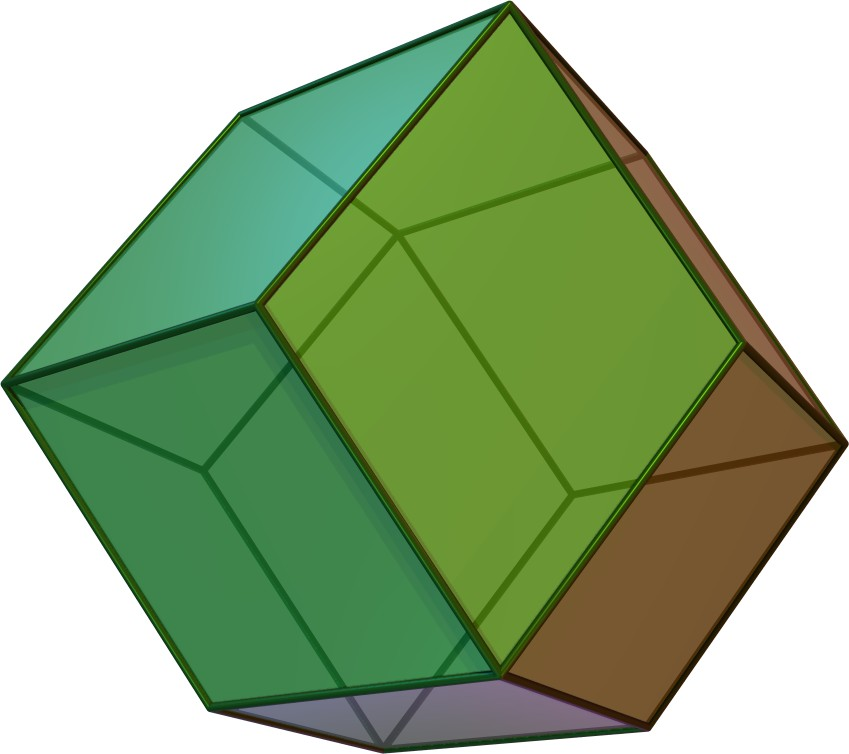
菱形十二面体 （各面と各辺の中心を、四角形に分かれるように持ち上げる）
正十二面体 （各頂点をねじる）
正四面体リング （輪状に並べる）
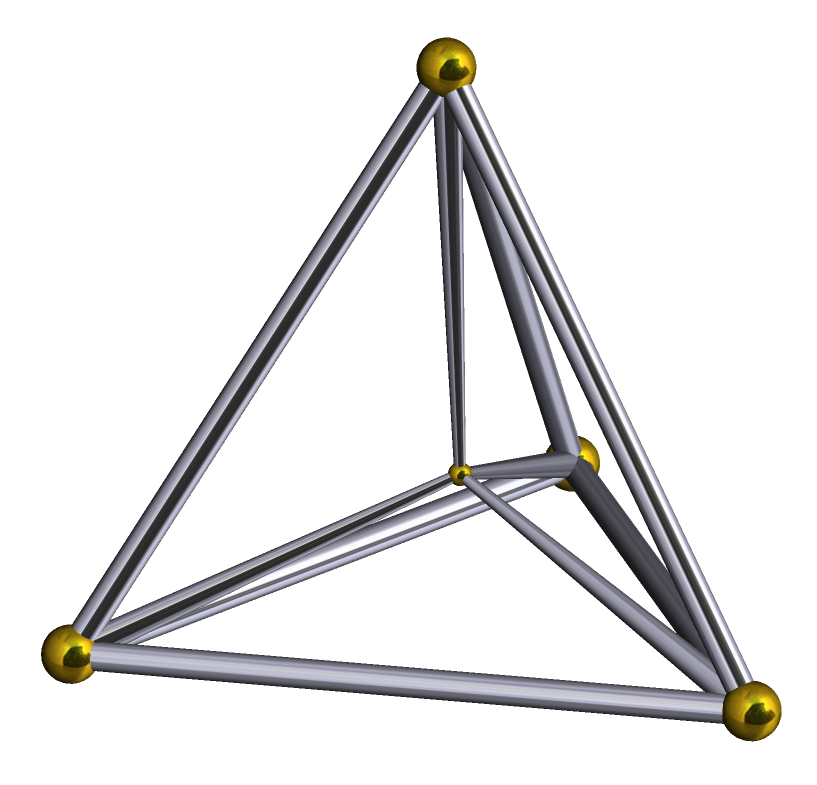
正五胞体 （5つを4次元空間内で貼り合わせる）
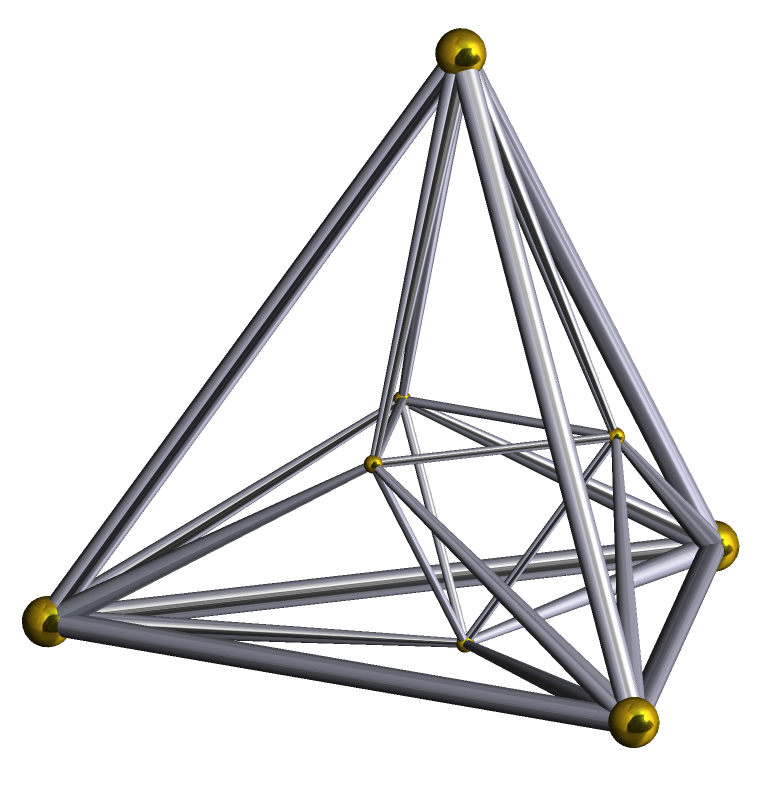
正十六胞体 （16個を4次元空間内で貼り合わせる）
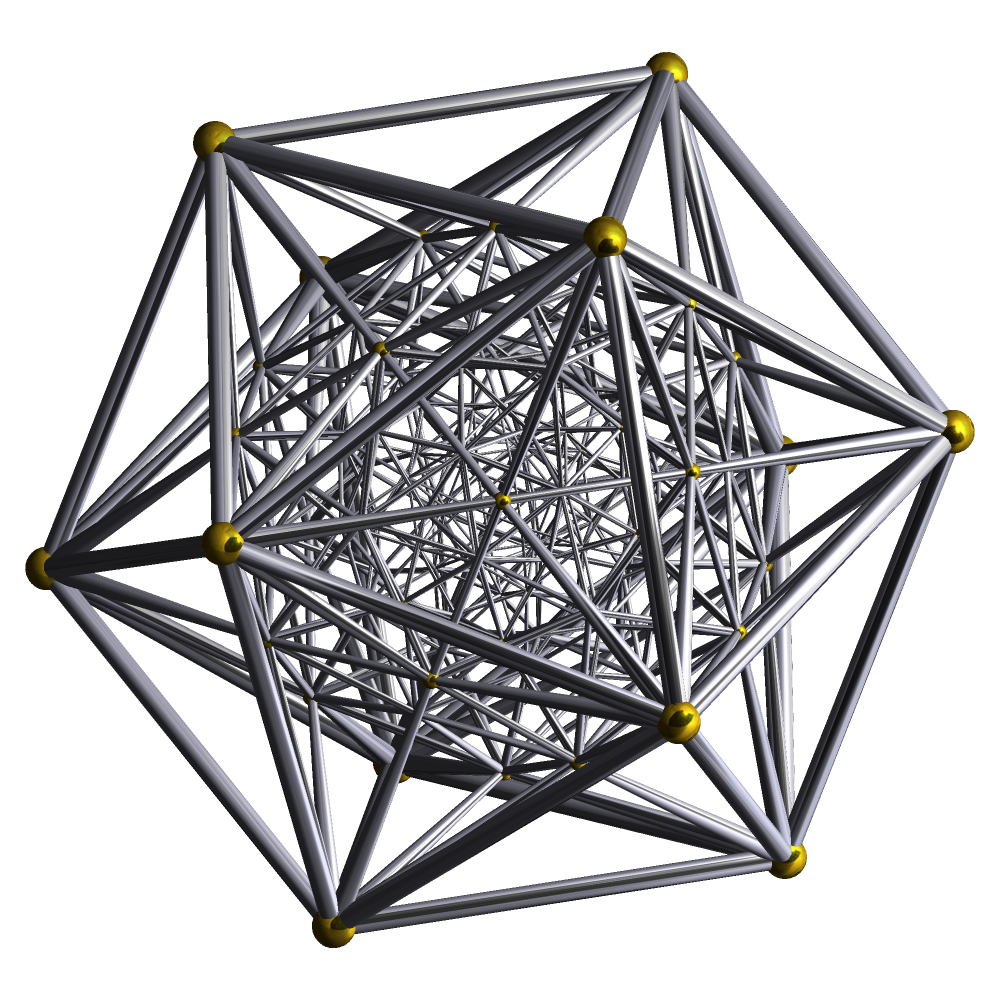
正六百胞体 （600個を4次元空間内で貼り合わせる）